# Герберт Лампрехт
Герберт Лампрехт (нім. Herbert Lamprecht; 28 березня 1913, Шпандау — 21 вересня 1978, Тегернзе) — німецький офіцер, майор вермахту (1 серпня 1944). Кавалер Лицарського хреста Залізного хреста з дубовим листям.

## Біографія
В 1931 році вступив на службу в берлінську поліцію. Наприкінці 1938 року перейшов в зенітну артилерію і був зарахований в 76-й легкий зенітний дивізіон. Учасник Польської, Французької і Балканської кампаній, а також Німецько-радянської війни. Відзначився у боях на південь від Калініна (1942/43) і під Оршею (1944). В 1944 році призначений командиром дивізіону і очолював його до кінця війни, коли був взятий в полон.

## Нагороди
- Медаль «За вислугу років у Вермахті» 4-го класу (4 роки)
- Залізний хрест
  - 2-го класу (18 жовтня 1939)
  - 1-го класу (19 вересня 1942)
- Нагрудний знак зенітної артилерії люфтваффе
- Медаль «За зимову кампанію на Сході 1941/42»
- Лицарський хрест Залізного хреста з дубовим листям
  - лицарський хрест (22 січня 1943)
  - дубове листя (№532; 25 липня 1944)
- Відзначений у Вермахтберіхт (10 липня 1944)